# Colette Descombes
Pour les articles homonymes, voir Descombes.
Colette Descombes, née le 26 janvier 1943 à Romans-sur-Isère en Drôme, est une actrice française.

## Biographie

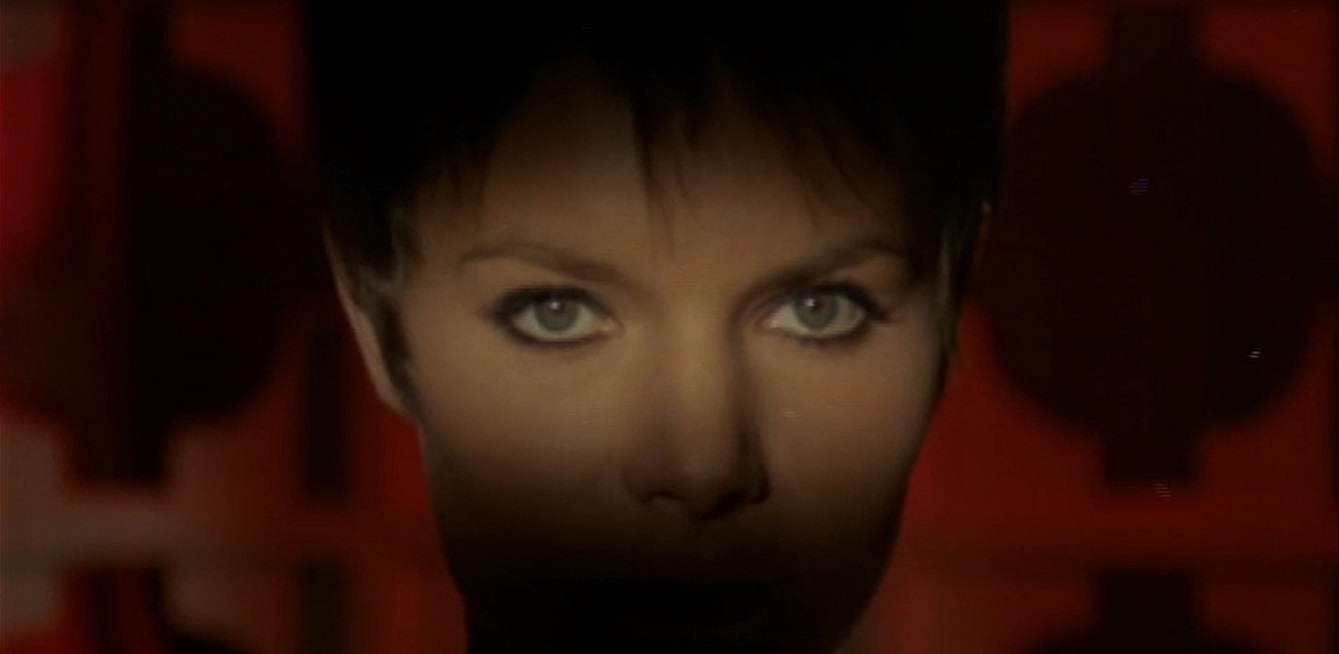
Descombes en 1969 dans Une folle envie d'aimer.

Active au cinéma entre 1961 et 1978, elle a fait ses débuts en tant que protagoniste du film érotique français Les Nymphettes, réalisé par Henry Zaphiratos. Elle est ensuite apparue dans des productions françaises, espagnoles et italiennes à sept reprises.
L'un de ses rôles les plus connus est celui de Sandra Moroni dans La lycéenne découvre l'amour, réalisé par Mario Imperoli en 1974. 
Après 1978, elle abandonne toute activité d'actrice.

## Filmographie
- 1961 : Les Nymphettes d'Henry Zaphiratos : Joëlle
- 1961 : Les Insatisfaits (Juventud a la intemperie) d'Ignacio F. Iquino : Suzanne
- 1962 : Candide ou l’Optimisme de Pierre Cardinal : Paquette
- 1966 : Brigitte et Brigitte de Luc Moullet : Brigitte Roux, dite « Petite Brigitte »
- 1969 : Quand, comment et avec qui ? (Come, quando, perché) de Antonio Pietrangeli et Valerio Zurlini : Ingrid
- 1969 : Alexandra, aime ma femme et aimez-moi (Addio, Alexandra) d'Enzo Battaglia : Elisabetta
- 1969 : Une folle envie d'aimer (Orgasmo) d'Umberto Lenzi : Eva
- 1970 : Mes mains sur ton corps (Le tue mani sul mio corpo) de Brunello Rondi : Carole
- 1971 : Si estás muerto, por qué bailas de Pedro Mario Herrero López (ca) : Brigitte
- 1971 : À cœur froid (A cuore freddo) de Riccardo Ghione : l'amie
- 1974 : La lycéenne découvre l'amour (La ragazzina) de Mario Imperoli : Sandra Moroni
- 1976 : Une île, trente filles et moi (The Erotic Adventures of Robinson Crusoe) de Ken Dixon et Fabio Piccioni : Une fille de l'île
- 1977 : Polizia selvaggia (it) de Guido Zurli : Neval, la bonne
- 1978 : L'Affaire suisse de Max Peter Ammann (de) : Olimpia